# Giovanna Giuliani
Giovanna Giuliani (Bari, 1974) è una drammaturga, regista e sceneggiatrice italiana.

## Biografia
La sua formazione è prettamente teatrale, venendo diretta negli anni da Mario Martone, Alfonso Santagata, Jean-Marie Straub, Alfredo Arias, Werner Waas, Anton Milenin, Armando Pirozzi, Andrea De Rosa, Shirin Neshat, tra gli altri registi; collaborando come assistente di Mario Martone, Jean Marie  Straub, Danièle Huillet; mettendo in scena spettacoli, di cui cura drammaturgia e regia, come ‘Il Monaciello di Napoli’; ‘I Minimi di Elmina’ (A.M.Ortese), ‘La montagna spara’, ‘Dongiovanna - Corpo senza qualità’; ‘Rivoluzione al bar’ (L.Bianciardi). Nel 2001 viene premiata con il Premio Sacher come migliore attrice dell'anno, per “La signorina Holibet” di Gianluca Jodice. Il suo debutto cinematografico è del 1998. Collabora con Michelangelo Frammartino alla Sceneggiatura del film Il buco (di cui cura anche Realizzazione Artistica, Produzione Creativa, Casting, Acting Coaching). 

## Filmografia

### Cinema
- La parola amore esiste, regia di Mimmo Calopresti (1998)
- Teatro di guerra, regia di Mario Martone (1998)
- Non con un bang, regia di Mariano Lamberti (1999)
- La volpe a tre zampe, regia di Sandro Dionisio (2004)
- L'odore del sangue, regia di Mario Martone (2004)
- Le streghe, femmes entre elles, regia di Jean-Marie Straub (2009)
- Je suis Simone (La condition ouvrière), regia di Fabrizio Ferraro (2009)
- Dell'avventura 2/1, regia di Romano Guelfi (2011)
- Arianna, regia di Alessandro Scippa (2012)
- Resurrezione, regia di Tonino De Bernardi (2019)
- Il buco, regia di Michelangelo Frammartino (2021)

### Televisione
- Padre Pio, regia di Carlo Carlei – miniserie TV (2000)

## Premi e riconoscimenti
Ciak d'oro - 2004
Candidatura a migliore attrice non protagonista per L'odore del sangue